# 샤리 헤들리
섀리 헤들리(Shari Headley, 영어 발음: /ˈʃæri/, 1964년 7월 15일 ~ )는 미국의 배우이다.
퀸스에서 태어났다.

## 출연 작품
- 구스범스: 몬스터의 역습 (2018년) - 카터 부인 역
- 익스-프리 (2015년) - 웬디 역
- 가져선 안될 비밀 (2007년)
- 존슨 가족의 휴가 (2004년) - 재클린 역
- 어 우먼 라이크 댓 (1997년)
- 파리 이즈 버닝 (1990년) - 본인 역
- 올리버의 모험 (1989년)
- 구혼 작전 (1988년)

### 텔레비전
- 어둠의 낙원 (1989)
- 올 마이 칠드런 (1991-96)
- 더 볼드 앤 더 뷰티풀 (2004-05)